# 1408 год
1408 (ты́сяча четы́реста восьмо́й) год  по юлианскому календарю — високосный год, начинающийся в воскресенье. Это 1408 год нашей эры, 8‑й год 1‑го десятилетия XV века 2‑го тысячелетия, 9‑й год 1400‑х годов. Он закончился 617 лет назад.
| Пн | Вт | Ср | Чт | Пт | Сб | Вс |
|    |    |    |    |    |    | 1  |
| 2  | 3  | 4  | 5  | 6  | 7  | 8  |
| 9  | 10 | 11 | 12 | 13 | 14 | 15 |
| 16 | 17 | 18 | 19 | 20 | 21 | 22 |
| 23 | 24 | 25 | 26 | 27 | 28 | 29 |
| 30 | 31 |    |    |    |    |    |

| Пн | Вт | Ср | Чт | Пт | Сб | Вс |
|    |    | 1  | 2  | 3  | 4  | 5  |
| 6  | 7  | 8  | 9  | 10 | 11 | 12 |
| 13 | 14 | 15 | 16 | 17 | 18 | 19 |
| 20 | 21 | 22 | 23 | 24 | 25 | 26 |
| 27 | 28 | 29 |    |    |    |    |

| Пн | Вт | Ср | Чт | Пт | Сб | Вс |
|    |    |    | 1  | 2  | 3  | 4  |
| 5  | 6  | 7  | 8  | 9  | 10 | 11 |
| 12 | 13 | 14 | 15 | 16 | 17 | 18 |
| 19 | 20 | 21 | 22 | 23 | 24 | 25 |
| 26 | 27 | 28 | 29 | 30 | 31 |    |

| Пн | Вт | Ср | Чт | Пт | Сб | Вс |
|    |    |    |    |    |    | 1  |
| 2  | 3  | 4  | 5  | 6  | 7  | 8  |
| 9  | 10 | 11 | 12 | 13 | 14 | 15 |
| 16 | 17 | 18 | 19 | 20 | 21 | 22 |
| 23 | 24 | 25 | 26 | 27 | 28 | 29 |
| 30 |    |    |    |    |    |    |

| Пн | Вт | Ср | Чт | Пт | Сб | Вс |
|    | 1  | 2  | 3  | 4  | 5  | 6  |
| 7  | 8  | 9  | 10 | 11 | 12 | 13 |
| 14 | 15 | 16 | 17 | 18 | 19 | 20 |
| 21 | 22 | 23 | 24 | 25 | 26 | 27 |
| 28 | 29 | 30 | 31 |    |    |    |

| Пн | Вт | Ср | Чт | Пт | Сб | Вс |
|    |    |    |    | 1  | 2  | 3  |
| 4  | 5  | 6  | 7  | 8  | 9  | 10 |
| 11 | 12 | 13 | 14 | 15 | 16 | 17 |
| 18 | 19 | 20 | 21 | 22 | 23 | 24 |
| 25 | 26 | 27 | 28 | 29 | 30 |    |

| Пн | Вт | Ср | Чт | Пт | Сб | Вс |
|    |    |    |    |    |    | 1  |
| 2  | 3  | 4  | 5  | 6  | 7  | 8  |
| 9  | 10 | 11 | 12 | 13 | 14 | 15 |
| 16 | 17 | 18 | 19 | 20 | 21 | 22 |
| 23 | 24 | 25 | 26 | 27 | 28 | 29 |
| 30 | 31 |    |    |    |    |    |

| Пн | Вт | Ср | Чт | Пт | Сб | Вс |
|    |    | 1  | 2  | 3  | 4  | 5  |
| 6  | 7  | 8  | 9  | 10 | 11 | 12 |
| 13 | 14 | 15 | 16 | 17 | 18 | 19 |
| 20 | 21 | 22 | 23 | 24 | 25 | 26 |
| 27 | 28 | 29 | 30 | 31 |    |    |

| Пн | Вт | Ср | Чт | Пт | Сб | Вс |
|    |    |    |    |    | 1  | 2  |
| 3  | 4  | 5  | 6  | 7  | 8  | 9  |
| 10 | 11 | 12 | 13 | 14 | 15 | 16 |
| 17 | 18 | 19 | 20 | 21 | 22 | 23 |
| 24 | 25 | 26 | 27 | 28 | 29 | 30 |

| Пн | Вт | Ср | Чт | Пт | Сб | Вс |
| 1  | 2  | 3  | 4  | 5  | 6  | 7  |
| 8  | 9  | 10 | 11 | 12 | 13 | 14 |
| 15 | 16 | 17 | 18 | 19 | 20 | 21 |
| 22 | 23 | 24 | 25 | 26 | 27 | 28 |
| 29 | 30 | 31 |    |    |    |    |

| Пн | Вт | Ср | Чт | Пт | Сб | Вс |
|    |    |    | 1  | 2  | 3  | 4  |
| 5  | 6  | 7  | 8  | 9  | 10 | 11 |
| 12 | 13 | 14 | 15 | 16 | 17 | 18 |
| 19 | 20 | 21 | 22 | 23 | 24 | 25 |
| 26 | 27 | 28 | 29 | 30 |    |    |

| Пн | Вт | Ср | Чт | Пт | Сб | Вс |
|    |    |    |    |    | 1  | 2  |
| 3  | 4  | 5  | 6  | 7  | 8  | 9  |
| 10 | 11 | 12 | 13 | 14 | 15 | 16 |
| 17 | 18 | 19 | 20 | 21 | 22 | 23 |
| 24 | 25 | 26 | 27 | 28 | 29 | 30 |
| 31 |    |    |    |    |    |    |

## События

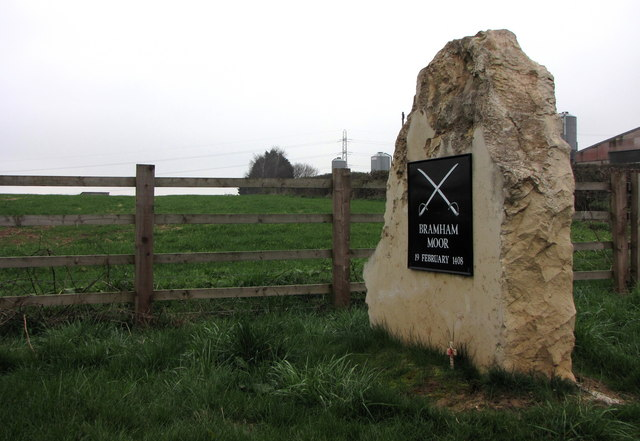
Мемориальный камень на месте битвы при Брамем-Муре

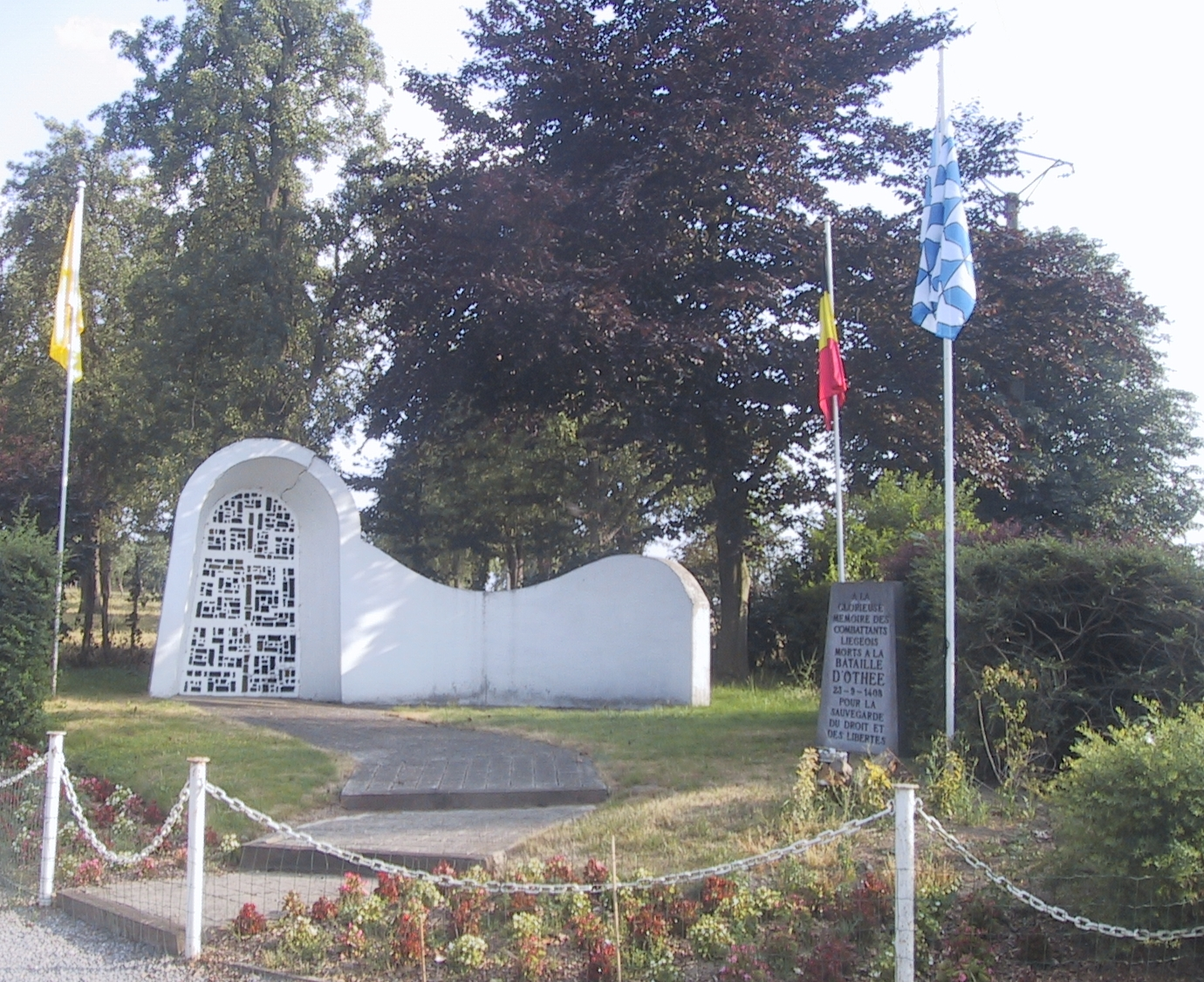
Памятник

- 1350—1490 — Борьба <<трески>> и <<крючков>>. Серия внутренних военных конфликтов, в основном, вокруг титула графа Голландии[1].
- 1353—1420 — Сардинско-арагонская война (третий этап 1390-1420). Военный конфликт между юдикатом Арборея, союзником сардинской ветви семьи Дориа, и Генуей и Сардинским королевством, последнее из которых было частью Арагонской короны[2].
- 1385—1424 — Сорокалетняя война на территории современной Мьянмы между мьянманским государством Ава и монским государством Хантавади[3].
- 1400—1415 — восстание Оуайна Глиндура в Уэльсе (Англия)[4].
- 1401—1429 — Аппенцелльские войны[5].
- 1402—1413 — Османское междуцарствие, после поражения султана Баязида I от Тамерлана в Ангорской битве[6].
- 1404—1417 — восстание Константина и Фружина. Первое болгарское восстание против Османской империи[7].
- 1407—1427 — Четвёртое китайское завоевание государства вьетов[8].
- 1407—1435 — война арманьяков и бургиньонов[9].
- 19 февраля — Битва при Брамем-Муре в Йоркшире (Северная Англия) стала финальным событием восстания Перси. Правительственная армия под командованием верховного шерифа Йоркшира сэра Томаса Рокби разбила мятежников во главе с Генри Перси, 1-м графом Нортумберлендом. Перси погиб в бою, ещё один мятежный лорд, барон Бардольф, был смертельно ранен[10].
- 21 апреля — произошла Битва при Сардруде[англ.] между армией Каракоюнидов во главе с Карой Юсуфом и армией Тимуридов во главе с султаном Миран-шахом. Каракоюниды вышли победителями, изгнав Тимуридов из Восточной Анатолии, Азербайджана и Западного Ирана. После этой победы империя Тимуридов не могла оказывать никакого влияния на Запад, и Османская империя, вступившая в период междуцарствия, а также Мамлюкский султанат начали набирать силу.
- 23 сентября — битва при Отэ[фр.] между жителями Льежа и профессиональной армией под командованием герцога Бургундии Жана Бесстрашного. Ополчение Льежа потерпело тяжёлое поражение. Последствием сражения стало возвращение епископа Льежа Иоанна III и последовавшие за этим казни лидеров повстанцев и их семей.. Бургундское влияние распространилось на город и Льежское епископство.
- Самое раннее письменное упоминание о Черновцах, зафиксированное в грамоте о торговых привилегиях, которую молдавский господарь Александр I Добрый выдал львовским купцам 8 октября 1408 года. В грамоте Черновцы впервые названо в качестве таможенного поста на северной границе Молдавии. Грамота вводила также понятие «мыто черновское» (таможенная пошлина). «У Черновцы» предписывалось взимать за право ввоза и вывоза определённые суммы в грошах с различных видов товара[11].
- Самое раннее упоминание о городе Яссы (Румыния).
- Патриции Вены казнили сторонников герцога Передней Австрии Леопольда IV из мастеров ремесленных цехов.

## Русь
Правление: 1389—1425 — Василий I Дмитриевич

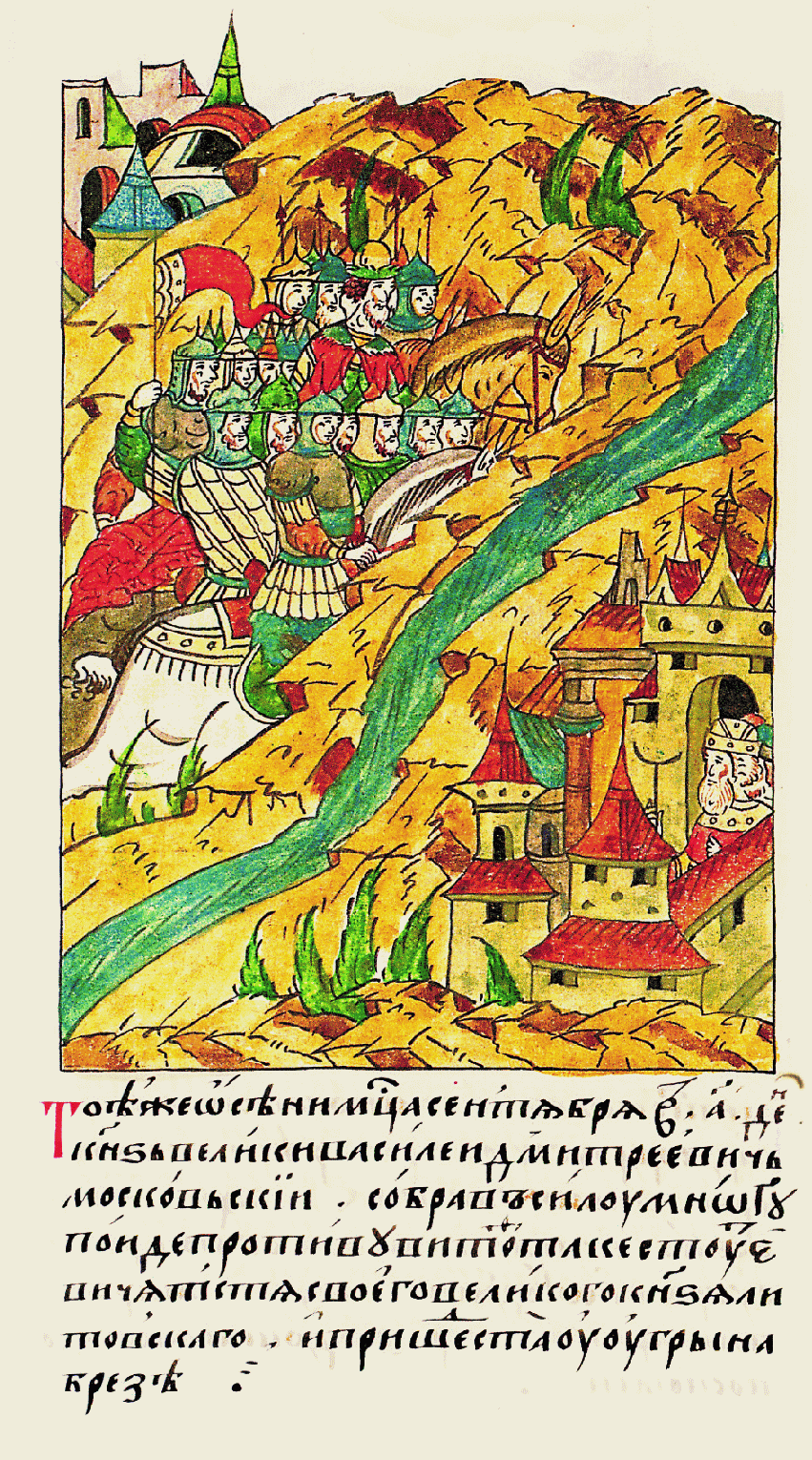
Поход Василия Дмитриевича против Витовта. Стояние на Угре

- 1406—1408 — заканчивается литовско-московская война[12].
- 1 сентября — заключён Угорский договор на реке Угра, на которой войска обоих государств сошлись для решающей битвы (стояние на Угре 1408 года). Простояв в боевой готовности по разным берегам, литовский князь Витовт и его зять, великий князь московский Василий I решили заключить мир[13].
- По договору окончательно установились границы между двумя княжествами в верховьях Оки и по рекам Угра, Рёсса и Брынь. Василий І признавал переход Смоленской земли и Верховских княжеств к ВКЛ и обещал не поддерживать Свидригайло, хотя и отверг его выдачу. К Великому княжеству Московскому переходила ранее спорная территория в бассейне реки Жиздры с городами Козельск, Любутск и Перемышль (став уделом Владимира Андреевича Храброго)[13].
- 1406—1409 — псковско-ливонская война[14].
- Ливонцы совместно с литовцами осадили Велье, но были отброшены назад благодаря подошедшему отряду из Воронича[14].
- 26 июля — Василий Дмитриевич принимает на службу выехавшему к нему из ВКЛ из Брянска литовского князя Свидригайло-Болеслав, вместе с литовской знатью и боярами. Василий принимает их "с любовью" и даёт в кормление города: Владимир, Переяславль, Юрьев (Польский), Волок (Ламский), Ржеву и половину Коломны[15]. В ответ тесть Василия — Витовт, разгневанный на бегство в Москву его дворян, выступает к реке Угра. Василий идёт ему навстречу с войском, и после непродолжительного 12-дневного стояния друг против друга 14 сентября князья вновь заключают Угорский мир (ранее заключалось в 1406 и продлевалось в 1407 годах). Это вызывает крайнее неодобрение в Золотой Орде, правитель которой, эмир Едигей, стремился столкнуть Московское государство с Великим княжеством литовским[16].
- Март —  иконописцы Даниил Чёрный и Андрей Рублёв расписывают по приказу Василия Дмитриевича Успенский собор во Владимире[16].
- Князья Хованские: Фёдор и Юрий Патрикевичи, вместе с отцом князем Звенигородским (на Днестре) Патрикеем Александровичем, согнанных с удела двоюродным дядей Витольдом, прибыли в Москву на службу великому московскому и владимирскому князю Василию I Дмитриевичу[17].
- Май—июнь — поддержка ордынцами великого пронского князя Ивана Владимировича получившего в Золотой Орде ярлык на Рязанское княжество[18].
- Лето — Василий Дмитриевич переводит своего брата Константина Дмитриевича из Пскова наместником в Великий Новгород[16].
- 01 июня — Иван Владимирович Пронский побеждает в битве на Смядве московское войско, поддержавшее в рязанской междоусобице Фёдора Ольговича[18]. Бегство разгромленных русских войск за реку Ока[18].
  - Вокняжение в Переяславле-Рязанском и Рязанском княжестве на 2-3 месяца при поддержке властей Орды Ивана Владимировича[18].
- Осень — накануне вторжения Едигей сообщил Василию I, что собирается воевать с Витовтом, обманом обеспечив внезапность нападения[19].
- Сентябрь — военная помощь по приказу Едигея коалиции князей Северо-Восточной Руси против великого литовского  князя Витовта[18].
- 01 и 14 сентября — штурм и захват города Брянск. Разорение территории Брянского княжества и его столицы союзными ордыно-русскими войсками[18].
- 26 сентября — по просьбе псковичей Василий Дмитриевич посылает к ним ростовского князя Александра Фёдоровича[16].
- Ноябрь—декабрь — набег Едигея на Московское великое княжество[15]. Причинами послужило: поддержка и укрывательство детей свергнутого хана Тохтамыша (противника Едигея). Непочтительное обращение в Москве с ордынскими послами и купцами. Долгая неявка великого московского князя Василия I Дмитриевича в Золотую Орду и 13-летняя невыплата ордынского выхода под предлогом тяжёлого экономического положения русских земель[16][18][19].
  - 26 ноября — Едигей занимает село Коломенское, обступает Москву и посылает отдельные отряды воевать другие города[16].
  - Едигей разослал отряды по русской земле, в результате чего были сожжены: Верея, Дмитров, Звенигород, Коломна, Можайск, Переяславль, Ростов, Серпухов, Радонеж, Рязань, Стародуб, Уядов, Берёзово Поле и их сельской округи, Клинской волости в Тверском княжестве, посада Москвы, разграблен Троице-Сергиев монастырь[18][19].
  - 30 ноября — 20 декабря — неудачная осада Москвы ордынцами, из которой Василий I с семьёю уехал в Кострому, оставив в столице Владимира Андреевича Храброго и двух братьев — Андрея и Петра Дмитриевичей[16][18][19].

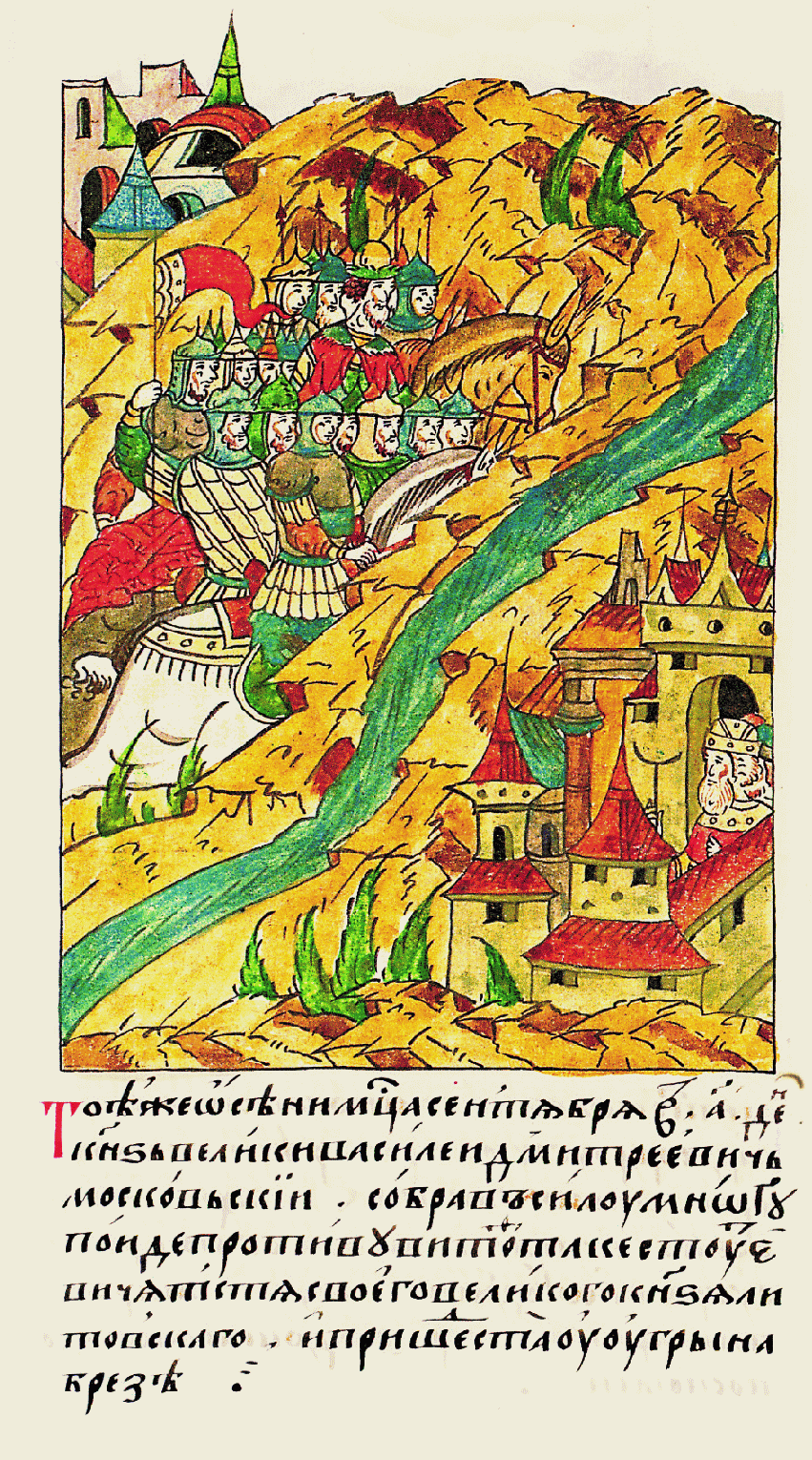
набег Едигея на Московское великое княжество

- Отдельное войско пришедшее из Золотой Орды разорило Нижний Новгород и Городец[19].

- 20—21 декабря — хан Золотой Орды Пулад столкнулся с угрозой нападения некоего «царевича» (возможно, Джелал ад-Дина – сына Тохтамыша) и приказал Едигею с войском возвращаться в степи. Едигей отступил, взяв с москвичей «окуп» в 3 тыс. руб., что было более чем вдвое меньше ежегодного «ордынского выхода» (7 тыс. руб.)[18][19].
- При отходе ордынского войска были разрушены города Курмыш и Сура, уведено много пленных[18][19].
- Свидригайло во время набега присоединился к Едигею и отъехал в Орду, откуда в 1409 году перебрался в ВКЛ[15].

- 1408—1415 —  вопреки воле Василия I, Едигей передал права на Городецкое княжество нижегородскому князю Даниилу Борисовичу[20].

- В Ржеве на детинце возведена деревянная крепость[21].

## Начало правления
См. также: Список глав государств в 1408 году

## Родились
См. также: Категория:Родившиеся в 1408 году
- Давид Великий Комнин — последний император Трапезундской империи.

## Скончались
См. также: Категория:Умершие в 1408 году
- Иоанн VII Палеолог — византийский император.